# اچ‌ام‌اس اردنت (اچ۴۱)
اچ‌ام‌اس اردنت (اچ۴۱) (به انگلیسی: HMS Ardent (H41)) یک کشتی است که طول آن ۳۲۳ فوت (۹۸ متر) می‌باشد. این کشتی در سال ۱۹۲۹ ساخته شد.